# False Positive (película)
Falso Positivo es una película estadounidense de horror dirigida por John Lee, escrita por Lee e Ilana Glazer. El filme está protagonizado por la misma Glazer, Justin Theroux, Pierce Brosnan y Sophia Bush.
Tuvo su estreno mundial en el Festival de Cine de Tribeca el 18 de junio de 2021. Fue estrenada el 25 de junio de 2021 en la plataforma de streaming Hulu.

## Trama
La redactora Lucy Martin vive con su marido Adrian en Manhattan. La pareja lleva dos años intentando concebir y decide acudir al Dr. John Hindle, antiguo profesor de Adrian y médico especialista en fertilidad. Lucy se queda embarazada después de que el Dr. Hindle la insemine, utilizando una técnica inventada por él. Durante una ecografía descubre que está embarazada de trillizos: gemelos varones y una mujer. Hindle sugiere una reducción selectiva; hay que interrumpir el embarazo de los gemelos o de la niña para garantizar un embarazo y un parto sanos. Adrian y Lucy deciden tener a la niña. Lucy se une a un grupo de mujeres embarazadas y entabla amistad con Corgan, que se quedó embarazada mediante fecundación in vitro. En Internet, Lucy descubre a Grace Singleton, una comadrona espiritual con un enfoque natural y desarrolla una fascinación por ella.

Durante la reducción, Lucy se desmaya y oye hablar a Adrian y Hindle. Más tarde, ella sangra excesivamente por el útero, lo que Hindle descarta como un caso común. Adrian entrega un premio a Hindle y Lucy empieza a desconfiar de él. Lucy encuentra una caja fuerte en el despacho de Adrian y comparte con Corgan sus crecientes sospechas de que Hindle le hizo algo a su hija nonata y Adrian está al tanto. Después de que Lucy tenga más complicaciones, Hindle lo achaca a una depresión prenatal y le receta medicación, que ella toma. Tras tener un sueño en el que ve a Hindle y Adrian teniendo relaciones sexuales, Lucy abre la caja fuerte de Adrian y encuentra un archivo sobre ella, que incluye pruebas de que está siendo vigilada. Corgan se lleva el archivo para enseñárselo a su marido abogado y sugiere a Lucy que se comporte con normalidad hasta que sepa más. Lucy se enfrenta a Adrian y admite que no se siente segura con Hindle. Lucy experimenta más sueños extraños y visiones, incluyendo casi ahogarse en un baño de agua sangrienta.

Durante su baby shower, Lucy se da cuenta de que Corgan conoce su verdadero nombre, a pesar de no haberlo compartido nunca. Corgan le regala un ejemplar de la primera edición del libro de J. M. Barrie "Peter Pan y Wendy" y a Lucy le parece ver la sombra de Peter Pan transformarse en una extraña mancha de sangre que se expande en la portada del libro. Lucy se enfrenta a ella y Corgan admite que ahora también consulta a Hindle y que le dio el expediente a Adrian debido a su preocupación por el estado mental de Lucy. Le dice a Lucy que Adrian niega tener una caja fuerte en su despacho. Lucy experimenta contracciones y acude a Grace para dar a luz, descubriendo que está dando a luz a los gemelos varones en lugar del bebé femenino. Antes de que pueda dar a luz al segundo gemelo, Grace les urge a un hospital tras una fuerte hemorragia, pero Adrian la lleva a Hindle, que da a luz al segundo bebé. Desilusionada y deprimida, Lucy habla con Grace pero se da cuenta de que la imagen que tenía de ella como "diosa" comadrona afroamericana era poco realista y elaborada. Grace le dice a Lucy que debe resolver su propio problema.
Lucy acude a la clínica de Hindle para enfrentarse a él, donde se sorprende al enterarse de que Adrian se incorporará a la consulta ginecológica de Hindle. Lucy se cuela en una habitación secreta de la clínica llamada "El laboratorio", donde encuentra la placenta extirpada y un feto femenino reducido. Hindle le revela que era su esperma, utilizado para inseminar a Lucy, como hace con todas sus pacientes, pues cree que sus genes son superiores. Tiene una nevera llena de frascos de su propio esperma, que utiliza para inseminar a sus pacientes femeninas y propagar su propia línea de sangre por el mundo a través de nacimientos masculinos. Intenta drogar a Lucy, pero ella le da una patada y le rompe la cabeza con un espejo, después lo sujeta a una silla médica, tras lo cual es atacada por una enfermera, Dawn. Lucy droga a Dawn y golpea a Hindle, destruyendo su frigorífico lleno de frascos de esperma y abandonando la consulta con el feto.
Al llegar a casa, se imagina a sí misma soltando a los gemelos para que salgan flotando por la ventana, (una referencia al submotivo de Peter Pan y Wendy de la narración). Cuando Adrian llega a casa, afirma que el trato con Hindle habría sido bueno para ambos. Lucy le entrega a los gemelos y le ordena que se marche. A continuación, coge al feto femenino e intenta amamantarlo, alucinando con que empieza a mamar.

## Reparto
• llana Glazer as Lucia "Lucy" Martin
• Justin Theroux as Adrian Martin
• Pierce Brosnan as Dr- John Hindle
• Zainab Jah as Grace Singleton
• Gretchen Mol as Dawn
• Sophia Bush as Corgan
• Josh Hamilton as Greg
• Kelly AuCoin as Dirk
• Sabina Gadecki as Nurse Rita
• Lucy Walters as Marcy

## Producción
En febrero de 2019, se anunció que Ilana Glazer protagonizaría la película, con John Lee produciendo un guion de él y Glazer. A24 la produciría. En marzo de 2019, Pierce Brosnan, Zainab Jah, Gretchen Mol, Sophia Bush y Josh Hamilton se unieron al elenco de la película.

### Rodaje
La fotografía principal comenzó en abril de 2019.

## Lanzamiento
En diciembre de 2020, Hulu adquirió los derechos de distribución de la película en Estados Unidos. Tuvo su estreno mundial en el Festival de Cine de Tribeca el 18 de junio de 2021. La película se estrenó en Hulu el 25 de junio de 2021.

## Recepción
False Positive tuvo un 47% de aprobación en Rotten Tomatoes, basado en 73 reseñas con una media de 5.50/10. El consenso de la crítica en el sitio web lee: "Sus objetivos de horror clásicos superan su anzuelo con la sangre, pero Falsos Positivos se mete sigilosamente bajo la piel del espectador." En Metacritic, la película obtuvo un índice de 54 fuera de 100, basados en 19 reseñas, indicando "revisiones mixtas o medianas".
El Hollywood Reporter dio a la película una reseña positiva al llamarla "una jugosa entrada al género" mientras admitiendo de "no tener un buen aterrizaje" El A.V. Club dio a la película un B-  pero dijo que: "para una película con tanta sangre, no deja mucho de una mancha." IndieWire dio a la película un D+ y criticó sus deudas obvias con otras películas como El bebé de Rosemary.